# Dohna
Dohna (pronunciación en alemán: /ˈdoːna/ⓘ) es un municipio situado en el distrito de Suiza Sajona-Montes Metálicos Orientales, en el estado federado de Sajonia (Alemania), a una altitud de 140 metros. Su población a finales de 2016 era de unos 6300 habs. y su densidad poblacional, 220 hab/km².